# Beechcraft Skipper
De Beechcraft Model 77 Skipper is een licht lesvliegtuig, dat in 1975 voor het eerst vloog. Het is een laagdekker met een vast landingsgestel en twee zitplaatsen naast elkaar. Het GAW-1 vleugelprofiel was ontwikkeld door de NASA. De motor is een viercilinder Lycoming O-235 van 115 PK. De eerste exemplaren hadden conventionele staartvlakken en flaperons (een combinatie van flaps en ailerons). De serie-exemplaren die vanaf 1978 gebouwd werden, hadden afzonderlijke flaps en ailerons in plaats van de flaperons, en een T-staart met hoogteroer.
De productie liep tot 1983. Het type was geen groot succes; in totaal werden  312 toestellen gebouwd. 
De Skipper werd aanvankelijk gebruikt om studenten op te leiden in de diverse Beech Aero Clubs. Een klein aantal toestellen zijn nog in gebruik als trainer. De meeste Skippers worden nu gebruik als privé sportvliegtuig. 

## Vergelijkbare vliegtuigen
- Cessna 152
- Piper Tomahawk.